# Фріц Вотруба

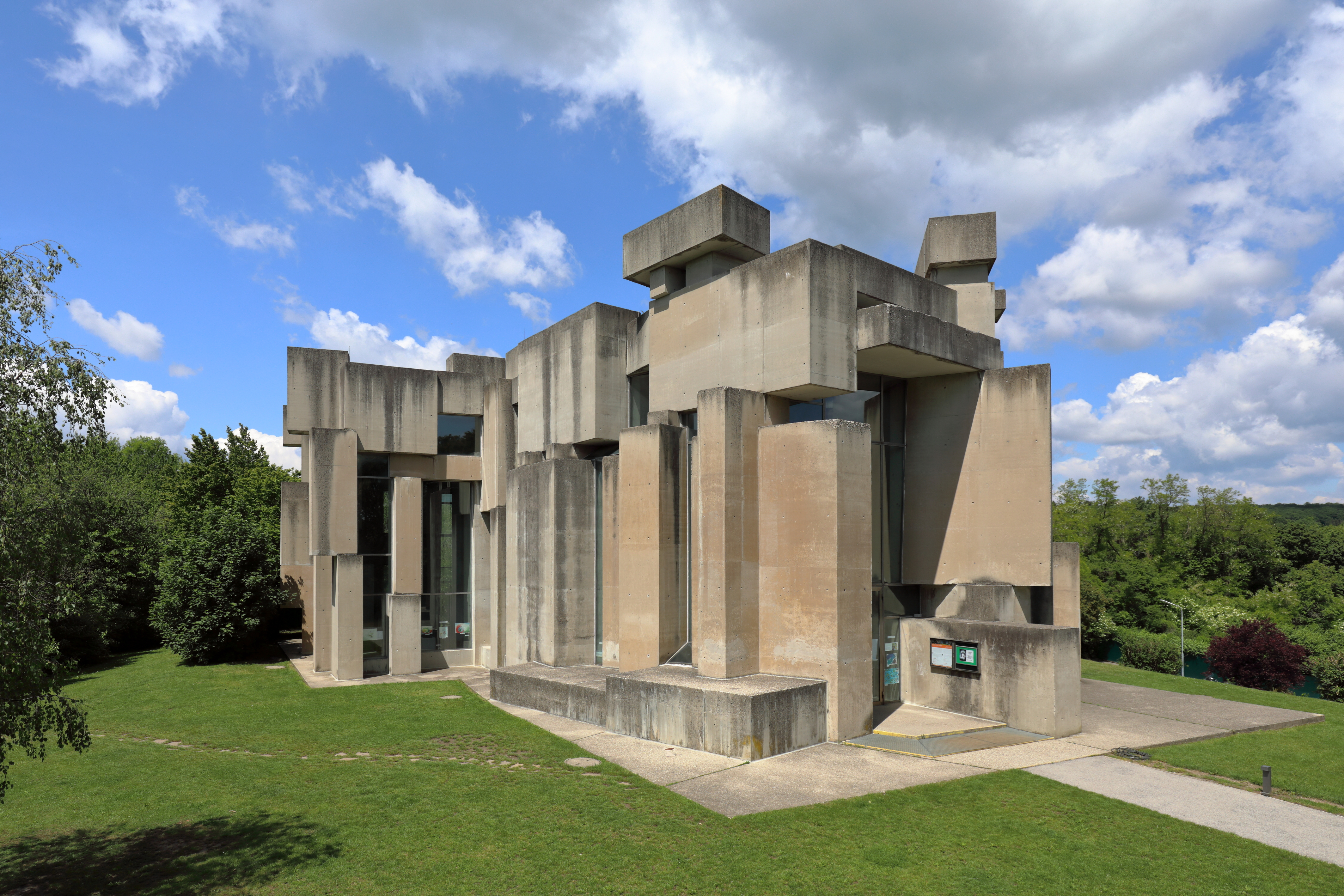
Церква Святої Трійці. Автор Фріц Вотруба.

Фріц Вотруба (нім. Fritz Wotruba; 23 квітня 1907, Відень — 28 серпня 1975, Відень) — австрійський скульптор.

## Біографія

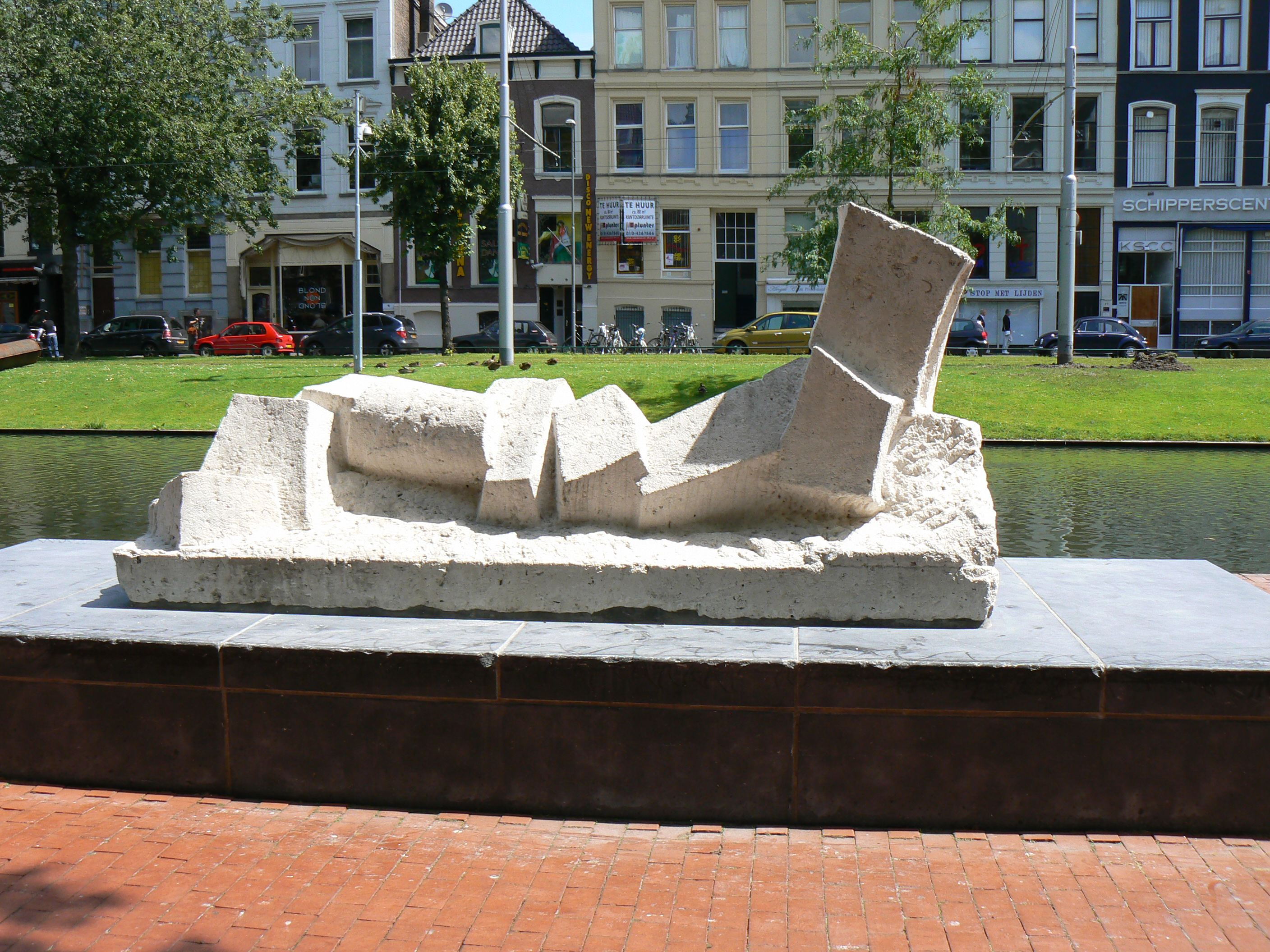
Фігура, що лежить. Роттердам. Автор Фріц Вотруба.

Фріц був наймолодшим з восьми дітей в бідній багатодітній родині; батько, помічник кравця — чех, виходець з Богемії, мати, служниця, — з Угорщини. Навчався на гравера, потім — брав уроки у скульптора Антона Ханако. У 1934 році, після вбивства Енгельберта Дольфуса і викликаних цим масових заворушень у Відні, разом із дружиною переселився до Цюриха. У 1945 році знову повернувся до Відня. За рекомендацією Герберта Бекля, Фріца запросили викладати в Академії витончених мистецтв.
Скульптор представляв Австрію на Венеційській бієнале в 1948 і 1952 роках, його роботи були експоновані на 2-й, 3-й і 6-й виставках Documenta в Касселі (Німеччина).
Похований Фріц Вотруба на Центральному кладовищі Відня.

## Творчість

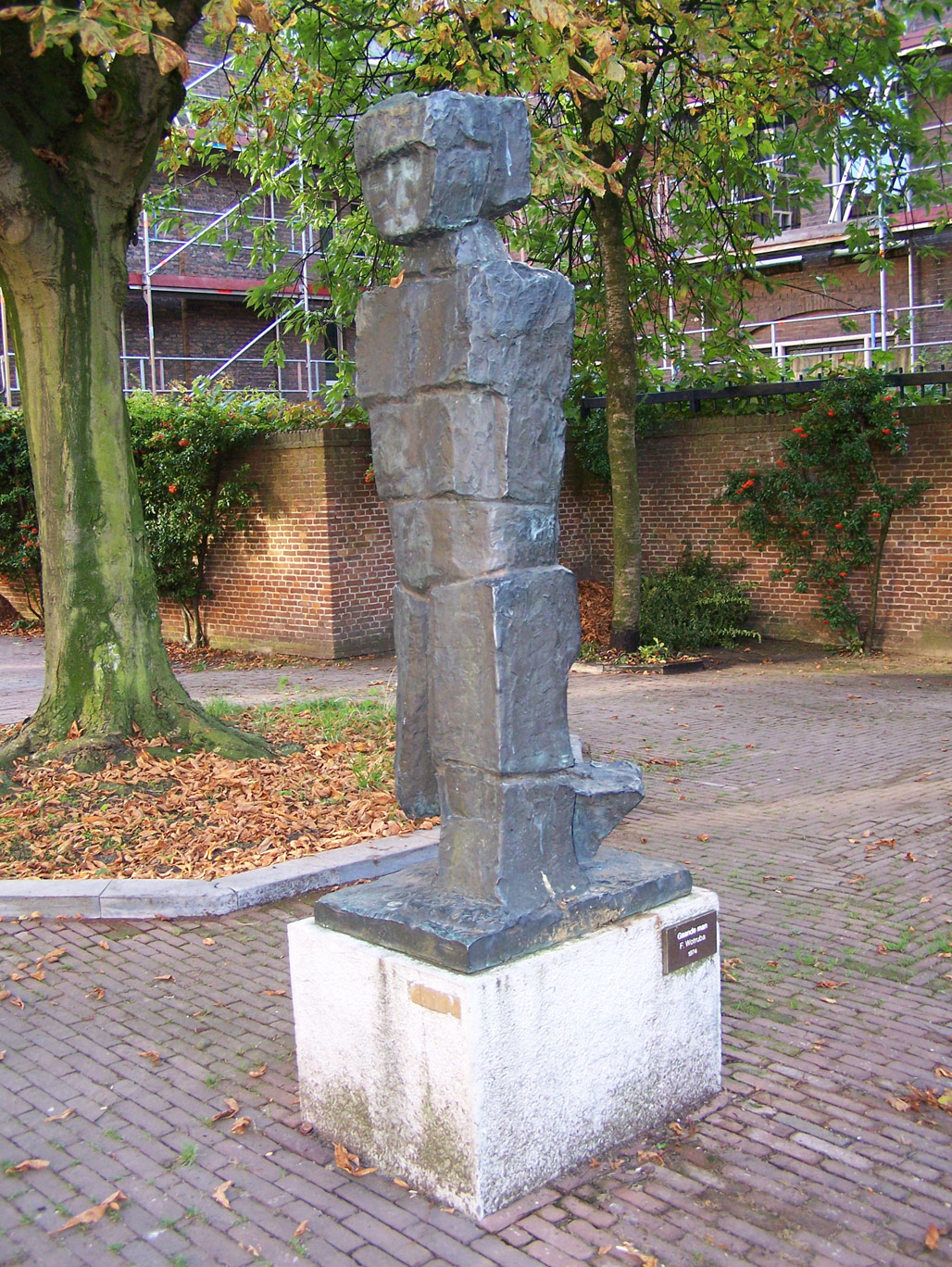
Людина, яка йде. Утрехт. Автор Фріц Вотруба.

Його стиль у скульптурі близький до кубізму і абстрактного мистецтва, поєднуючи їх з елементами архаїки. Найвідоміша його робота — церква Святої Трійці у Відні, до закінчення будівництва якої автор не дожив (її називають церквою Вотруба). Йому також належить «Розп'яття» в церкві Брухзаль. Багато його скульптур розміщені в громадських парках австрійської столиці.

## Визнання
Дауреат Великої державної премії Австрії (1958). Визнаний найвидатнішим майстром австрійського мистецтва XX століття. Есе про нього належать перу Е. Канетті (1955), Е. Йонеско (1975). Восени 2007 року, до сторіччя від дня народження Вотруба, мюнхенська Пінакотека сучасності організувала велику виставку робіт скульптора.